# Адміністративно-територіальна автономія
Адміністрати́вно-територіа́льна автоно́мія (регіональна автономія) — один із засобів децентралізації державної влади в унітарній державі. Суб'єкт адміністративно-територіальної автономії не має ознак державного утворення. Він має систему самостійно сформованих органів виконавчої і законодавчої влади, які, в свою чергу, мають повноваження з кола питань і у межах, встановлених центром згідно з конституцією держави і чинним законодавством. 
Вони формуються здебільшого за національнотериторіальною або етнотериторіальною ознакою, тобто у випадку компактного проживання національних меншин на певній території. Але етнотериторіальний принцип не є обов’язковим. Адміністративно-територіальна автономія може бути результатом процесу регіоналізації, який є досить поширеним у світі. А Західній Європі за автономними утвореннями визнається майбутнє, оскільки вони ефективно сприяють розвитку регіонів, забезпечують національну згоду, причому територіальний підхід вважають основоположним під час створення автономних одиниць.
Органи суб’єкта адміністративно-територіальної автономії здійснюють свою діяльність під наглядом центральних органів влади, які, як правило, призначають для цього своїх представників. Регіональні підзаконні акти можуть бути скасовані центральними органами, якщо вони не відповідають державним інтересам.
Територіальні автономії здебільшого створюються в унітарних державах, де вони слугують механізмом для наділення територіальних одиниць самостійністю в питаннях місцевого самоврядування. Прикладами адміністративно-територіальних автономій є Шотландія та Північна Ірландія (Велика Британія), Азорські острови й острови Мадейра (Португалія), острів Гренландія і Фарерські острови (Данія), острів Корсика (Франція), Країна Басків, Каталонія, Галіція та ін. (Іспанія), АР Крим (Україна) та інші.